# Cristo Redentor de los Andes
El monumento al Cristo Redentor es una obra realizada por el escultor argentino Mateo Alonso que fue erigida en el paso de Uspallata, justo en la línea de la frontera argentina-chilena a 8 m s. n. m., por iniciativa del monseñor Marcolino del Carmelo Benavente, obispo de San Juan de Cuyo, y de Ángela de Oliveira Cézar de Costa, hermana de Filiberto de Oliveira Cézar y cuñada de Eduardo Wilde, impulsora de la idea.
Inaugurado el 13 de marzo de 1904, sirvió para conmemorar la superación pacífica de un conflicto por cuestiones de límites que había llevado a ambos países a estar al borde de la guerra. Un fragmento del discurso del obispo de Ancud, Ramón Ángel Jara, dado durante ese día, resume la intención y el simbolismo del monumento: Se desplomarán primero estas montañas, antes que argentinos y chilenos rompan la paz jurada a los pies del Cristo Redentor.
Existe una réplica del monumento en el Palacio de la Paz en La Haya, donde sesiona la Corte Internacional de Justicia. La obra fue declarada Monumento Histórico Nacional y Patrimonio Cultural de la Nación por el gobierno argentino en 2003.

## Historia

### Conflicto de límites entre Chile y Argentina
Durante la segunda mitad del siglo XIX, Argentina y Chile, que en la actualidad comparten unos 4500 km de frontera, mantuvieron numerosas discusiones sobre cuáles debían ser los lugares de la cordillera de los Andes por donde debía pasar el límite entre los dos países.
Entre 1898 y 1904 ambas naciones incrementaron considerablemente sus armas: en Chile, donde gobernaba el presidente Federico Errázuriz, compraron un crucero, tres destructores y dos acorazados británicos. En Argentina, donde el presidente era Julio Argentino Roca, la Armada adquirió dos acorazados italianos.
Aunque ambos presidentes se habían reunido en febrero de 1899 para llegar a un acuerdo pacífico, en el inicio del siglo XX se difundieron en ambos países los rumores de una guerra. Se exageraban incidentes de poca importancia y la prensa alentaba el clima bélico.

### Creación del Cristo
El Papa León XIII, al iniciarse el siglo XX, dirigió una serie de cartas encíclicas rogando por un mundo de paz y armonía y reclamando una mayor devoción por el Cristo Redentor. Teniendo en cuenta esta petición y preocupado por la posibilidad de un conflicto armado entre Argentina y Chile debido al litigio fronterizo de larga data, el dominico y obispo de San Juan de Cuyo, monseñor Marcolino del Carmelo Benavente, prometió públicamente, en 1900, realizar una colecta para erigir una estatua al Cristo Redentor que recordara el mensaje de paz que Jesús había traído al mundo.

La forma que hemos determinado para manifestar la fe y la gratitud es erigir una estatua colosal en la cumbre de los Andes a Cristo Redentor.

Benavente consiguió el bronce de antiguos cañones y le encargó al escultor Mateo Alonso (nacido en 1878 en la Ciudad de Buenos Aires) que realizara la estatua.
La idea inicial del obispo era colocar la obra sobre el monte Panta, frente al Puente del Inca en Mendoza, Argentina.
Terminada la efigie, durante un tiempo quedó en exhibición en el patio del Colegio Lacordaire (que ocupaba en Buenos Aires la manzana de Esmeralda, Tucumán, Suipacha y Viamonte), de la orden dominica: la solución diplomática del conflicto había quitado entusiasmo a la idea de instalarla en la Cordillera.

### Fin del conflicto y cambio de planes

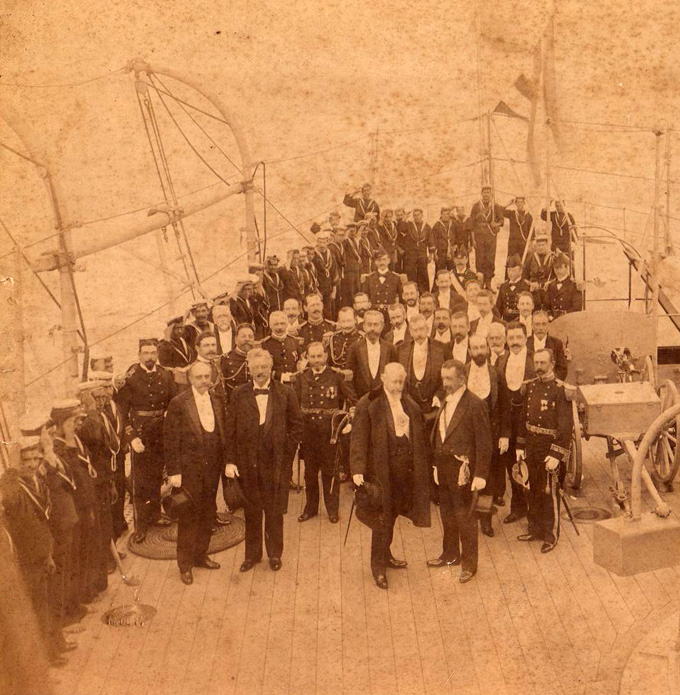
Los presidentes Errázuriz y Roca se reúnen en el Estrecho de Magallanes en 1899, en el llamado "Abrazo del Estrecho".

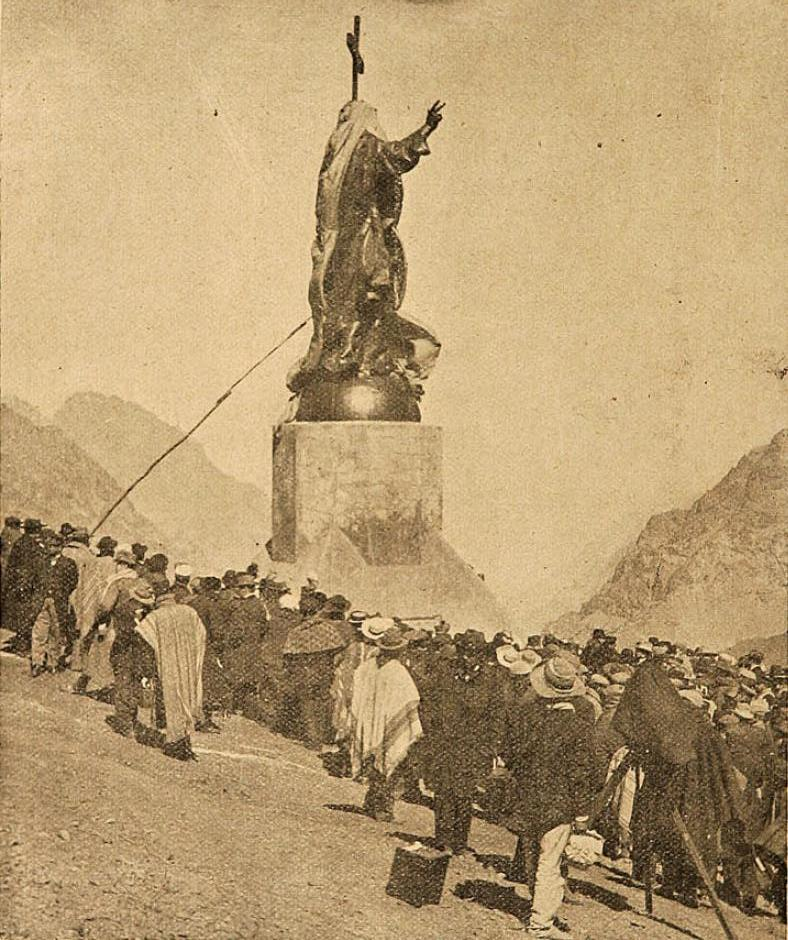
Inauguración del Cristo Redentor de Los Andes en 1904.

La idea era que el día de la inauguración coincidiera con los 25 años de Pontificado de León XIII, o sea, el 20 de febrero de 1903. Pero una serie de acontecimientos cambiarían la fecha y el destino de la escultura: el 15 de septiembre de 1899, el litigio por la Puna de Atacama quedó resuelto en un encuentro entre Errázuriz y Julio Roca en el Estrecho de Magallanes, llamado "Abrazo del Estrecho". Y el 28 de mayo de 1902, ambas repúblicas, en Santiago de Chile, llegaban por fin a una solución pacífica mediante los llamados Pactos de Mayo. Se dejó en manos de la Corona británica decidir por dónde pasaría el límite.
La amistad entre ambos países comenzó entonces a consolidarse, y la prensa y la opinión pública contribuyeron ahora a un clima favorable. Finalmente el laudo inglés se produjo el 20 de noviembre de 1902, con una solución que fue acatada por ambos países y que no se atenía ni a las pretensiones de Argentina ni de Chile.
Mientras tanto, en el colegio donde se encontraba en exhibición el Cristo, solía reunirse la Asociación de Madres Cristianas, presidida por Ángela de Oliveira Cézar de Costa (1860-1940), nacida en Gualeguaychú (Entre Ríos), pero perteneciente a la aristocracia porteña, quien consideró que, dadas las nuevas circunstancias, sería una buena idea trasladar la estatua al límite mismo de ambos países, en lo más alto de la cordillera de los Andes, en caso de que firmaran la paz, como un símbolo de unión entre las dos naciones. Ella había sufrido particularmente la posibilidad de un conflicto bélico, pues tenía un hermano general que había estado en la cordillera preparándose para lo que se había considerado una guerra inminente.
Después de presentar su propuesta al Obispo de San Juan de Cuyo, quien la aceptó de buen grado, buscó convencer a las autoridades de ambos países.
Gracias a sus influencias (era amiga del presidente argentino Julio Argentino Roca) logró que éste visitara el colegio para ver la estatua en una ceremonia a la que también asistió una delegación chilena, y así convenció a los gobiernos de Argentina y Chile de su proyecto. Se fijó como día de inauguración el 13 de marzo de 1904.
Ángela comenzó entonces a movilizarse para obtener apoyo y recursos por suscripción pública; y junto con el obispo Benavente gestionó el traslado de la figura a la provincia de Mendoza para ser emplazada en el paso de la Cumbre del Bermejo. Por este paso, en 1817, cruzó hacia Chile, de acuerdo con las órdenes del general José de San Martín, parte del Ejército de los Andes al mando del general Juan Gregorio de Las Heras, con el objetivo de acabar con la dominación española y la reinstauración del gobierno independentista en Chile.

### El traslado del Cristo
El Cristo mide casi 7 m de altura y pesa 4 toneladas. Su pedestal fue proyectado por el ingeniero mendocino Juan Molina Civit a partir de un bosquejo del escultor. La altura del pedestal era de 6 m, y fue construido de hormigón y acero laminado para poder soportar los fuertes vientos de la cordillera.
En el pedestal hay un altorrelieve en el que se aprecian dos damas con túnicas, que se abrazan y representan la unión de los dos pueblos. Para hacerlas, Alonso se había inspirado en los retratos de la primera dama de Chile, María Errázuriz Echaurren de Riesco, y de Ángela de Oliveira Cézar.
En 1904 las piezas de bronce del Cristo se transportaron 1320 km por tren desde Buenos Aires hasta cerca del pequeño poblado argentino de Las Cuevas (a 8,5 km del sitio de emplazamiento) y luego se las subió a lomo de mula hasta la cumbre andina, a 3854 m s. n. m. El 15 de febrero de 1904 quedó terminado el pedestal de granito diseñado por Civit, siendo dirigida la obra por el ingeniero Conti, trabajando unos cien obreros para su construcción. El escultor Mateo Alonso dirigió los trabajos de montaje de las piezas que forman el Cristo. La figura de Jesús se colocó de manera que mirara siguiendo la línea del límite, en pie sobre la mitad de un globo terráqueo. Con la mano izquierda sostiene la cruz, de 7 m de altura, apoyada sobre el hemisferio terrestre, y con la derecha parece impartir la bendición.

### La inauguración

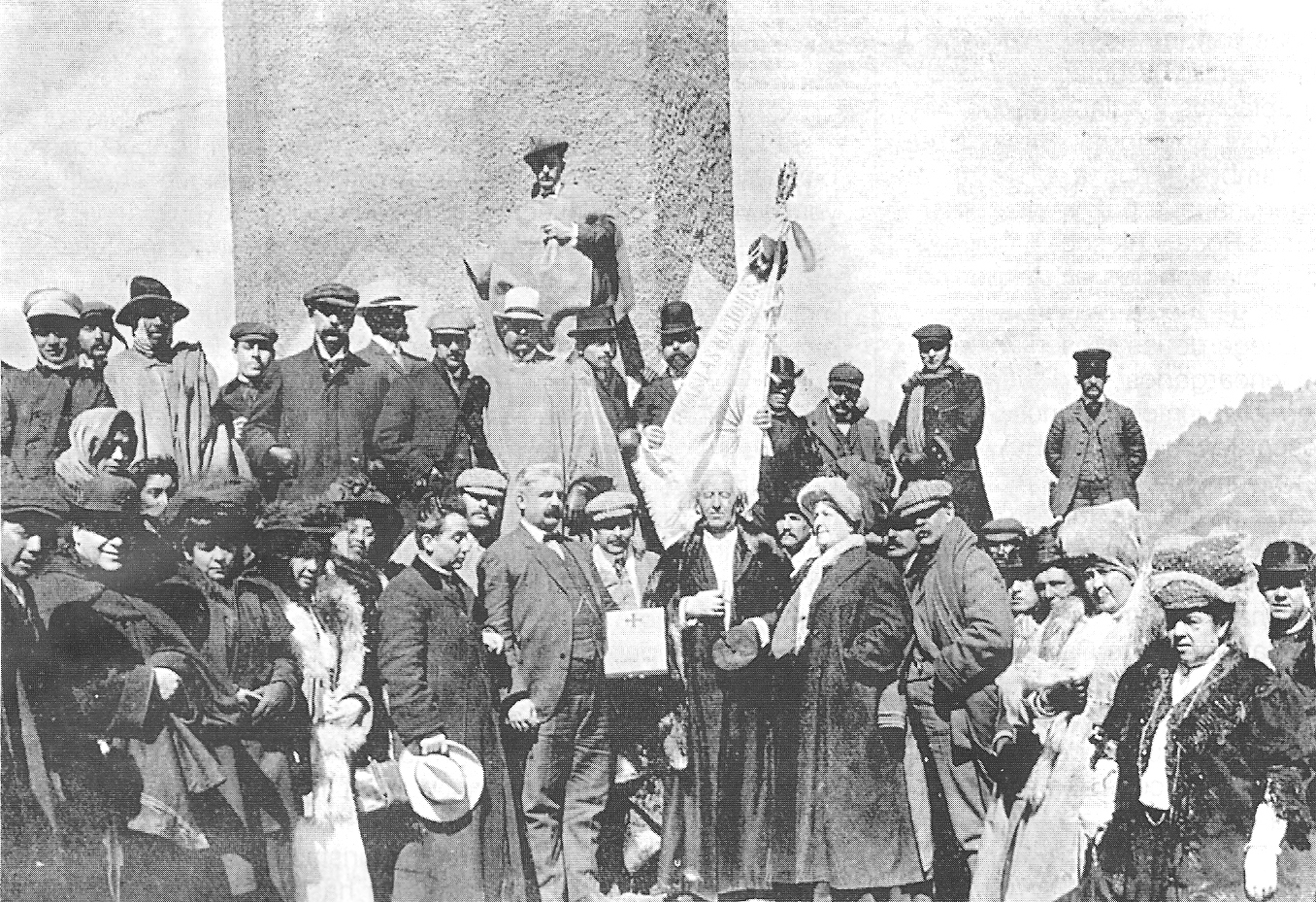
En esta foto, de 1908, se puede ver a Marcolino Benavente y Ángela de Oliveira (centro abajo) ante la piedra fundamental de un refugio para viajeros, que jamás se hizo.

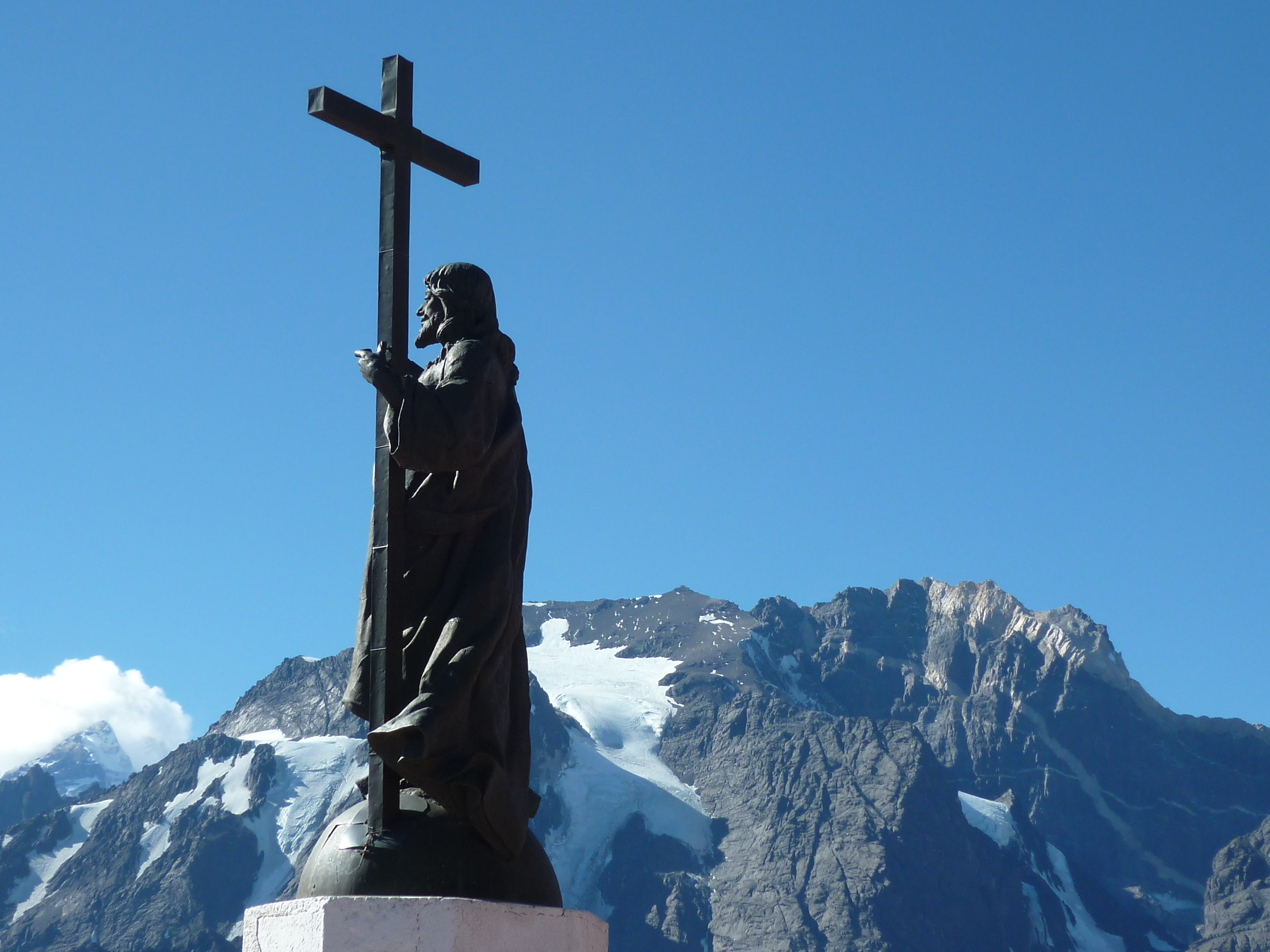
Vista lateral del monumento.

El día anterior a la inauguración, las fuerzas argentinas que participarían en el acto se concentraron en Las Cuevas. Estaban compuestas por el Regimiento I de Artillería de Montaña, una compañía del 2° de Cazadores de los Andes y la Banda 10 de música de la Infantería de Buenos Aires.
En el balneario termal del Puente del Inca, sobre el río Las Cuevas, el hotel se hallaba completo y había además unas 200 personas en el exterior, en carpas.
En la mañana del 13 de marzo de 1904, pese a lo inhóspito del lugar, llegaron hasta Las Cuevas, por tren, tanto la comitiva argentina como la gente que quería presenciar el acto. Iban corresponsales de distintos diarios, y además las empresas de telégrafo Pacífico, Europea, Centro y Sud América instalaron en carpas sus oficinas, junto a gran cantidad de fotógrafos. Se calcula que presenciaron el acontecimiento unas 3000 personas.
Una vez en Las Cuevas, las tropas y los demás ascendieron penosamente en lomo de mula hasta el sitio donde el Cristo se hallaba listo para la inauguración. A las 9 habían llegado a la cumbre, y una hora después llegaron las tropas chilenas. Las tropas argentinas se colocaron del lado chileno frente al Cristo y entonaron el Himno Nacional chileno; a la inversa, las tropas chilenas se colocaron del lado argentino para ejecutar el Himno Nacional de su vecino. Hecho esto, los ejércitos de ambos países, que poco tiempo atrás tal vez hubieran tenido que destrozarse, dispararon pacíficamente juntos las 21 salvas de reglamento. La gente estalló en aplausos y aclamaciones, vivándose con igual entusiasmo por ambos todos a Chile, a la Argentina, a la paz y a los presidentes, de ambos países: el General argentino Julio Argentino Roca y el chileno Germán Riesco, quienes no pudieron concurrir al homenaje pero sí lo hicieron los ministros de Relaciones Exteriores, Raimundo Silva Cruz, por Chile, y José Antonio Terry, por la Argentina. También estuvieron presentes el arzobispo de Buenos Aires, Mariano Antonio Espinoza, los obispos Monseñor Benavente de San Juan de Cuyo (Argentina) y Monseñor Ramón Ángel Jara de San Carlos de Ancud (Chile).
Se corrió entonces el velo que tapaba al Cristo y se lanzaron 21 nuevas salvas. En la pomposa ceremonia, se colocaron en su pedestal dos placas: una del Círculo de Obreros Católicos de Chile y otra fundida en los talleres del Arsenal de Guerra de Argentina, que fue también una obra de Mateo Alonso. Esta placa muestra un libro abierto en la cual dos damas con vestimenta griega, simbolizando a Chile y a Argentina, se estrechan en un abrazo. Una inscripción en latín dice: Ipse est pax nostra qui facit utraque unum (Porque él es nuestra paz, que de ambos pueblos hizo uno). Para representar a las damas, el escultor se inspiró en retratos de Ángela y de la esposa del Ministro de Relaciones Exteriores chileno, Raimundo Silva Cruz. Pero a Silva la idea no le agradó. Ángela transmitió su preocupación a Roca sobre esto, a lo cual el popularmente apodado zorro contestó: "No se preocupe señora; se le va a pasar al petiso".
Después de varios discursos, se ofició una misa, y el obispo Jara pronunció la frase que numerosas veces sería recordada:

Y cuando las futuras generaciones suban por estos desfiladeros, conducidos por brazos del vapor, no encontrarán, como en las Termópilas, escrito con sangre en las desnudas piedras, aquel testamento de los heroicos espartanos: "Aquí rendimos la vida por defender las patrias leyes". Antes bien, llegarán a esta cumbre, y en el bronce de este glorioso monumento verán grabada con caracteres de fuego una leyenda sublime: "Se desplomarán primero estas montañas, antes que argentinos y chilenos rompan la paz jurada a los pies del Cristo Redentor".
Monseñor Ramón Ángel Jara, Obispo de San Carlos de Ancud, 13 de marzo de 1904.

Hubo un banquete y se repartieron postales y medallas recordativas. En el anverso de las mismas se había grabado la frase de Paul Groussac: Servabo pacem in finibus vestris (Conservaré la paz en vuestras fronteras).
La retirada se realizó a las 13 horas, momento en que comenzó a soplar un fuerte viento, lo que casi ocasiona una tragedia cuando el coche que conducía al ministro chileno y al gobernador de la provincia de Mendoza casi cae en un precipicio.

### Hechos posteriores

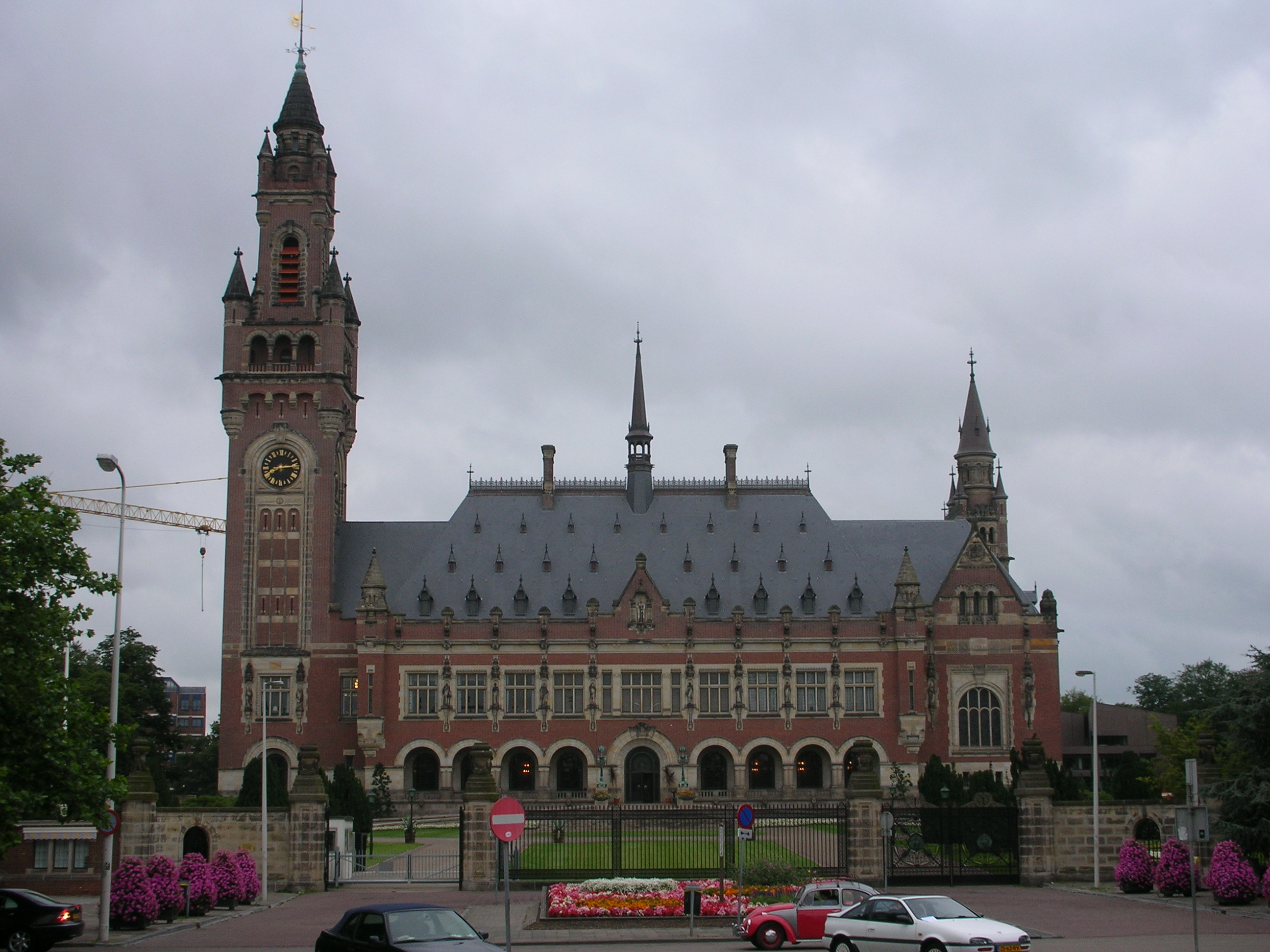
El Palacio de la Paz, en La Haya, posee una réplica del Cristo Redentor de los Andes.

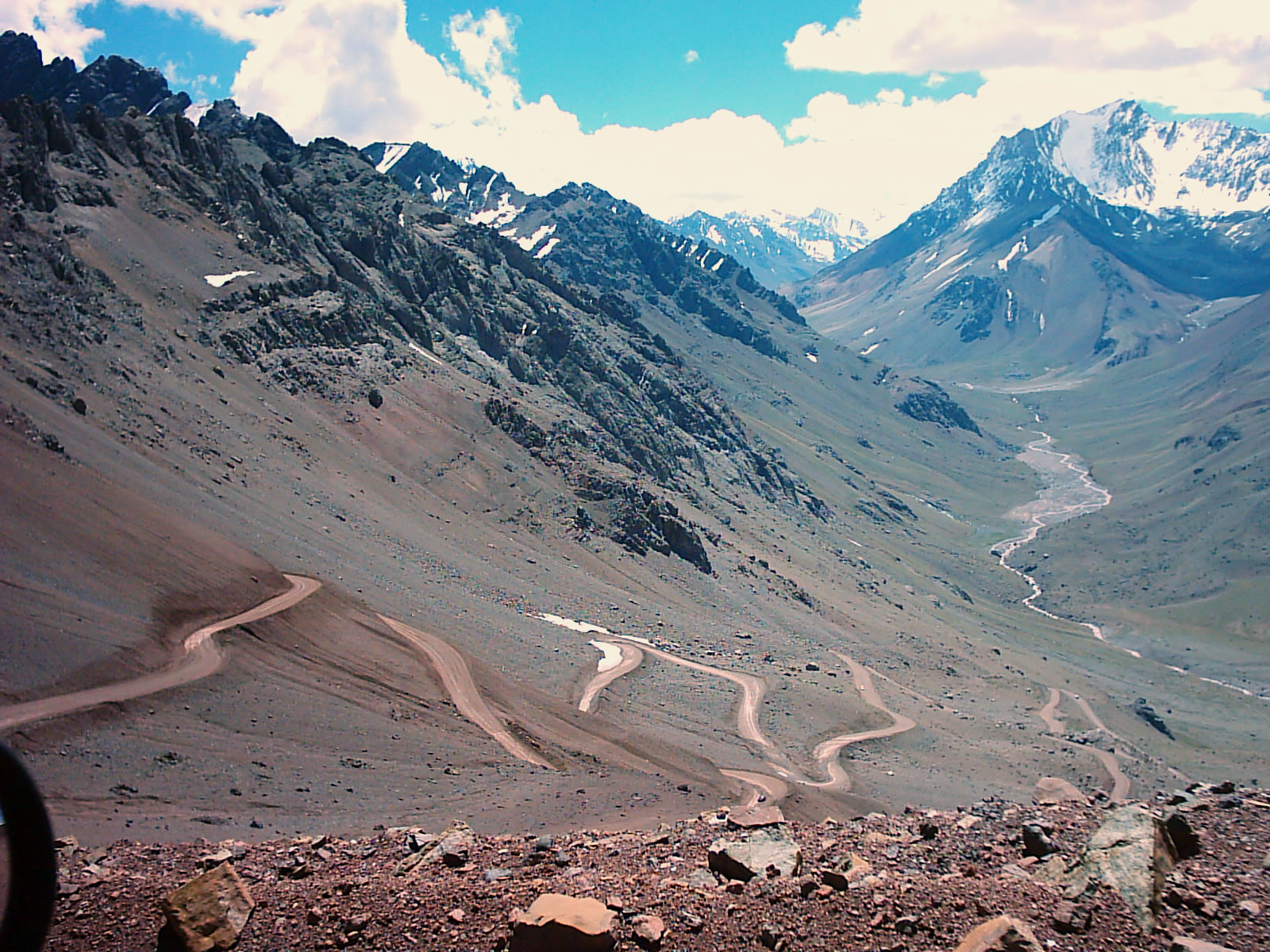
Camino al Cristo Redentor, lado argentino.

Ángela de Oliveira Cézar, luego del traslado del Cristo, creó la Asociación de Paz Sudamericana. También escribió un libro llamado "El Cristo de los Andes". Le llegaron reconocimientos de distintas partes del mundo, entre ellas del zar de Rusia, Nicolás II. En 1905, en los Estados Unidos, donde el acontecimiento había sido muy comentado, se le solicitó al presidente del Consejo de Paz de Nueva York, Andrew Carnegie, que insistiera al Congreso que iba a reunirse en La Haya para pedir que se levantasen estatuas similares en los límites de otras naciones cristianas para que no se declarase ninguna guerra entre ellas.
En 1907, Ángela solicitó al Ferrocarril Buenos Aires al Pacífico que donase terrenos para colocar en ellos una ermita de refugio a los pasajeros, un correo, y se instalase un monasterio cisterciense, una sala de auxilios y un observatorio sísmico. El ferrocarril donó los terrenos e incluyó una fuerte rebaja en los fletes. Sin embargo, el refugio nunca se concretó. Pero sí logró Ángela, a instancias del mencionado Carnegie, que una réplica del Cristo realizada ad honorem por el francés Lagae, se colocase en el salón de Arbitraje del Palacio de La Paz de La Haya. Esto se hizo a 1913, a pesar de que la idea estuvo a punto de naufragar en último momento, pues el decano del cuerpo diplomático turco no quería saber nada de que en un edificio internacional fuese colocado un símbolo de una determinada religión. Enterada del triunfo argentino, la reina Guillermina de Holanda fue a ver el Cristo al palacio. Y Ángela fue recibida por el papa Pío X (quien no había sido recibido en la inauguración del palacio debido al anticlericalismo que existía en aquella época en las relaciones internacionales), quien le dijo: ¡Hija mía, donde no han dejado entrar al papa, tú has hecho entrar a Cristo!.
Ángela fue candidata al premio Nobel de la Paz y cuando se inició la Primera Guerra Mundial, recolectó firmas para pedir al presidente de Estados Unidos que hiciera cesar el fuego. Murió a los 83 años en Buenos Aires y sus restos reposan en el cementerio de Olivos.
Años después, las inclemencias del tiempo destruyeron la cruz del Cristo. Esta parte fue restaurada en 1916, aprovechándose el bronce original de la pieza para acuñar medallas conmemorativas del acontecimiento de 1904.
Varias placas conmemorativas se fueron añadiendo con el paso del tiempo, entre ellas una colocada el 17 de enero de 1937 por los Rotary Club de Uruguay, Chile y Argentina con la inscripción de la frase dicha el día de la inauguración por el obispo de San Carlos de Ancud, Ramón Ángel Jara: "Se desplomarán primero estas montañas, antes que...".
El Cristo se convirtió en un icono de la cordillera, y aún hoy se ofrecen viajes turísticos para ir a visitarlo.
El deseo de que la paz entre los dos países fuese eterna, casi se rompe hacia 1978, cuando los gobiernos dictatoriales de Augusto Pinochet, en Chile, y Jorge Rafael Videla, en Argentina, estuvieron cerca de llevar a los países a una guerra, debido a que no podían ponerse de acuerdo en el denominado Conflicto del Beagle. La posibilidad de dicha guerra se diluyó gracias a la mediación del papa, en aquel entonces Juan Pablo II, quien había sido consagrado como tal precisamente en ese año. En noviembre de 1984 se firmó el Tratado de paz y amistad entre Chile y Argentina poniendo fin al diferendo.
En 1993 peligraba la estabilidad de la obra debido a que el clima y los movimientos sísmicos habían dañado al terreno. El gobierno mendocino realizó reparaciones tanto al monumento como a los dos únicos edificios cercanos, que alguna vez fueron utilizados como estaciones meteorológicas.
El 20 de marzo de 2000, la provincia de Mendoza lo declaró Bien del Patrimonio Cultural de la Provincia de Mendoza, y el 4 de diciembre de 2003, la Cámara de Diputados de la Nación Argentina declaró la obra Monumento Histórico Nacional y Patrimonio Cultural de la Nación.
El 13 de marzo de 2004, el presidente argentino Néstor Kirchner y su colega de Chile, Ricardo Lagos, se reunieron junto al Cristo para celebrar los cien años de su inauguración, acompañados de los nuncios apostólicos de los respectivos países. En el acto reafirmaron "el compromiso solemne de hermandad entre ambas naciones".
Una semana después, en recuerdo de la Misa celebrada en 1904 por Monseñor Jara para la inauguración, delegaciones chilenas y argentinas llegaron al pie del monumento para una Misa presidida por el Arzobispo de Mendoza, Mons. Josemaría Arancibia y concelebrada por el Obispo de San Felipe de Aconcagua, Mons. Cristián Enrique Contreras Molina O. de M. Estos obispos dirigen las diócesis que dan a la frontera entre ambas naciones.
A partir del 15 de enero de 2008 y durante los siguientes 10 días, los Scouts de Argentina y Chile cruzaron a pie desde Argentina a Chile pasando por el Cristo Redentor. La travesía dio inicio en el pueblo de Las Cuevas, Argentina, y finalizó en la ciudad chilena de Valparaíso. El objetivo central del cruce era fortalecer los lazos de hermandad y paz entre ambos países. Fueron invitados al evento las delegaciones de Scouts de Brasil, Bolivia, Paraguay, Perú y Uruguay.
También la Juventud Masculina del Movimiento de Schoenstatt realiza cada cierto tiempo una peregrinación llamada la Cruzada de María, que inicia en el Santuario de Schoenstatt de La Puntilla en Mendoza, hasta el Santuario de Schoenstatt Bellavista, en La Florida, Santiago de Chile; las últimas dos fueron en 2014 y en 2012.
Entre enero y febrero de 2010, en el contexto de las celebraciones por el Bicentenario de la Revolución de mayo de 1810 y el Bicentenario de la Primera Junta de Gobierno de Chile, los ejércitos de ambos países recrearon la hazaña del cruce de los Andes comandada por el general José de San Martín en 1817 para independizar el actual territorio chileno de la Corona española. Al llegar al pie del monumento Cristo Redentor, la expedición conjunta formada por más de un centenar de efectivos se agrupó en dos columnas y realizaron un acto recordatorio de dicha gesta.

## Ubicación geográfica

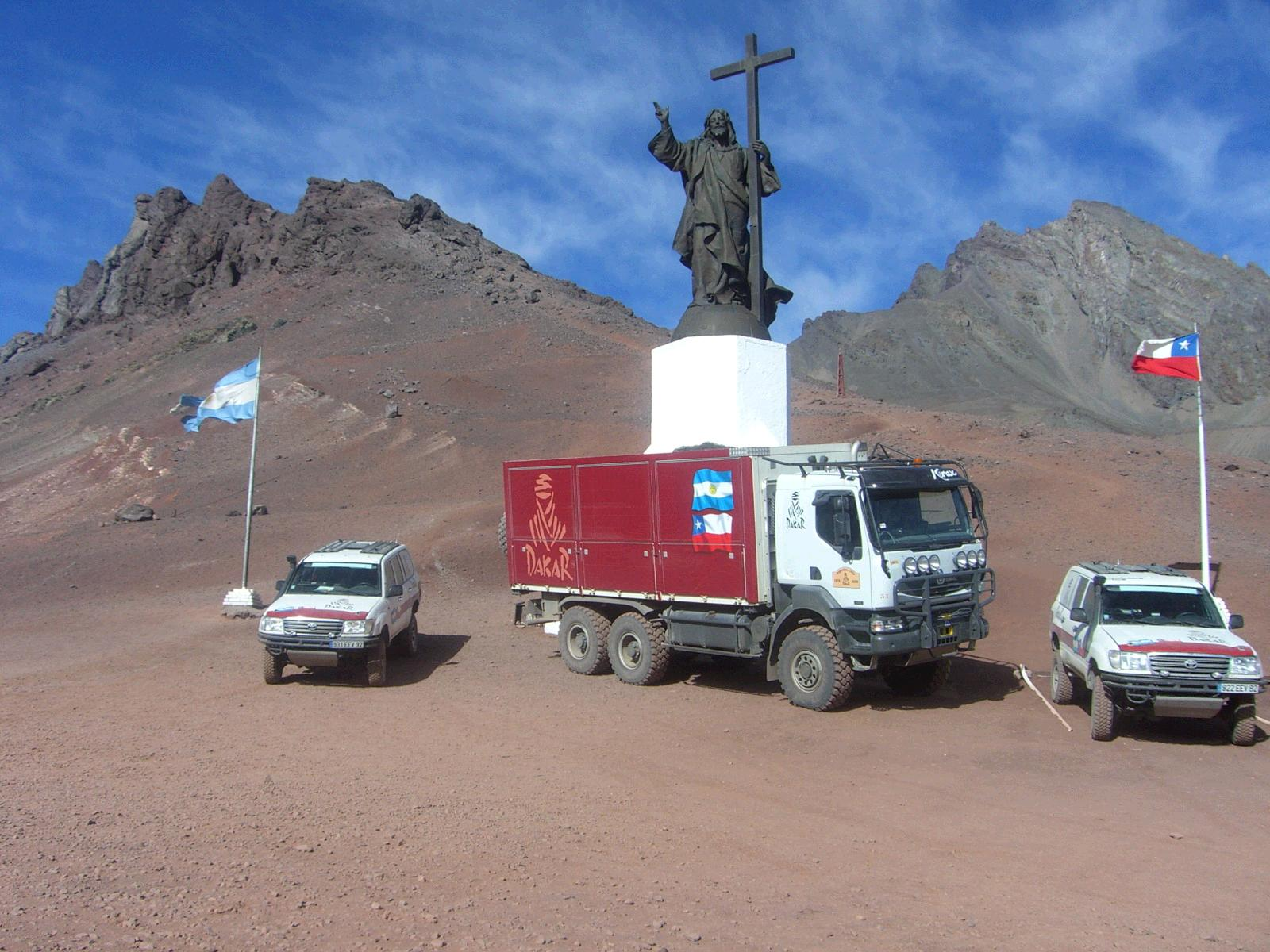
El Rally Dakar 2009 pasó por la zona del Cristo.

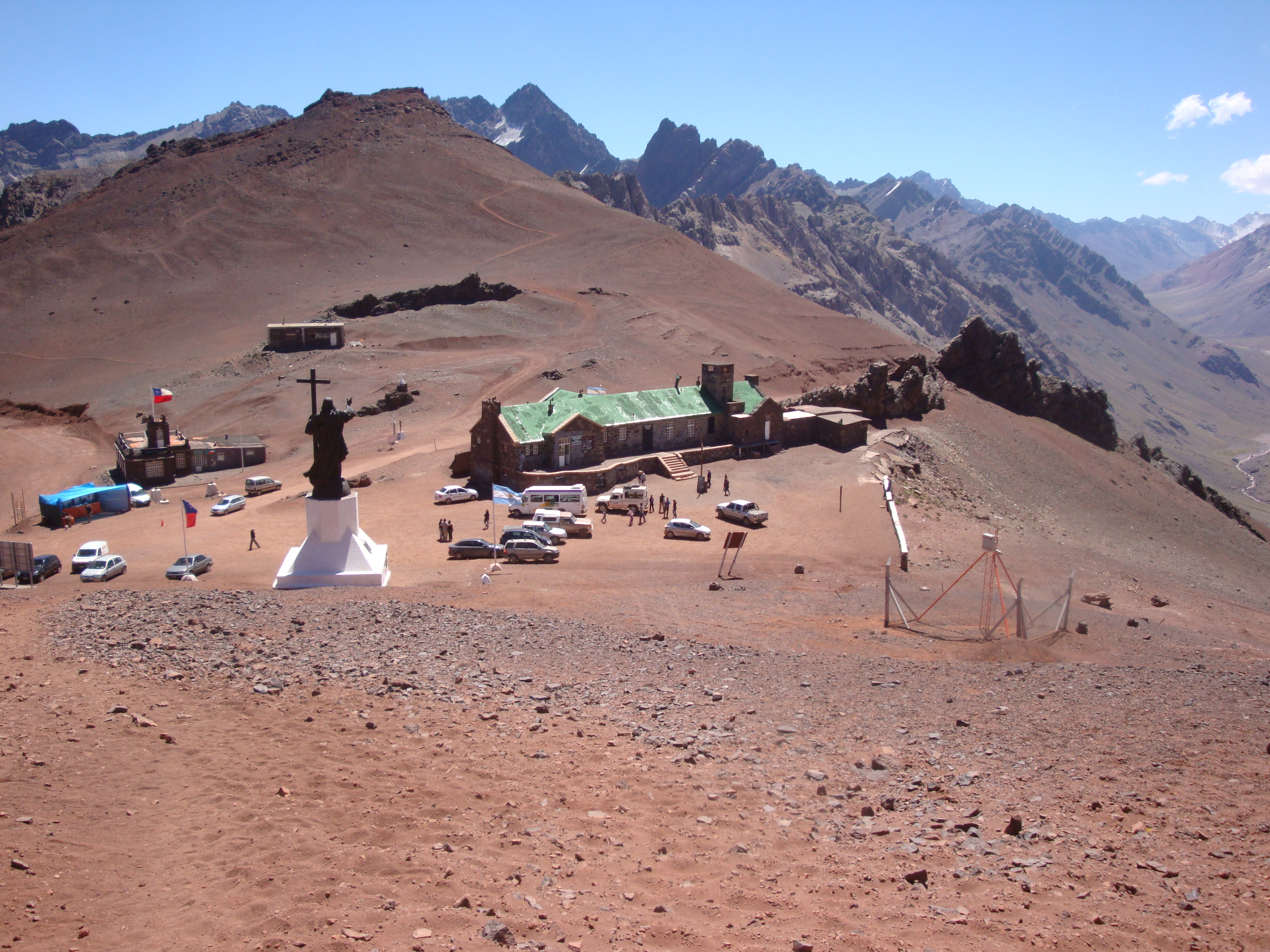
El Cristo visto de espaldas y desde arriba; además, las edificaciones de ambos países.

El monumento se levanta en el paso de Uspallata o paso de la Cumbre, llamado así por ser el punto más alto de la travesía entre Mendoza y Chile. También denominado paso Iglesia (del lado de Chile) y Bermejo del argentino, por el color dominante de las montañas del lugar. Por supuesto también se lo conoce como paso del Cristo Redentor y dejó de utilizarse como ruta entre ambos países en 1980 al construirse el Paso Internacional Los Libertadores.
El paso es un abra compuesta de dos portezuelos contiguos, entre la ciudad argentina de Uspallata y la chilena de Los Andes. El poblado más cercano es la villa argentina de Las Cuevas (32°48′S 70°01′O / -32.800, -70.017) con menos de 20 habitantes permanentes. Las temperaturas invernales llegan a veces a los -30°C.
Desde Las Cuevas parte un camino sinuoso de 9 km de largo que sube 1 km y conduce hacia el Cristo. Es sólo accesible durante el verano, cuando no nieva. Se trata de un camino de cornisa, escarpado en la roca y grava, en medio del grandioso paisaje de la cordillera, que antiguamente era el camino obligado entre Uspallata y la localidad chilena de Juncal, hasta la construcción del túnel del Cristo Redentor cerca de Las Cuevas. A 50 m de este antiguo camino, sobre la pendiente de un cerro cubierto de abundante material suelto, a 3854 m s. n. m., rodeado de dos bajos edificios de piedra que alguna vez cobijaron estaciones meteorológicas y empequeñecido por las imponentes montañas, está emplazado el mayor símbolo de confraternidad entre Mendoza y Chile.
El acceso por el lado chileno está habilitado para vehículos todoterreno; los automóviles a su propio riesgo. El desvío al Cristo Redentor se encuentra por el lado derecho de la entrada, por el lado chileno del túnel internacional. También puede ser escalado a pie. Se debe llenar formulario en policía internacional en la aduana chilena y el peaje al retorno es gratuito si no se ha hecho aduana en Argentina.

## Clima
Existe del lado argentino un diminuto caserío en donde funcionó una estación meteorológica del SMN que tiene el récord de ostentar ser la única con temperatura anual negativa en toda América Latina y el Hemisferio Sur (Temperatura media anual de -1.8 °C) en el período 1941-1960 y de -1.5 °C de temperatura anual promedio en todo el historial de la estación.[cita requerida]
| Parámetros climáticos promedio de Cristo Redentor - Normales : 1941-1960 - Extremos : 1941-1960      | Parámetros climáticos promedio de Cristo Redentor - Normales : 1941-1960 - Extremos : 1941-1960 | Parámetros climáticos promedio de Cristo Redentor - Normales : 1941-1960 - Extremos : 1941-1960 | Parámetros climáticos promedio de Cristo Redentor - Normales : 1941-1960 - Extremos : 1941-1960 | Parámetros climáticos promedio de Cristo Redentor - Normales : 1941-1960 - Extremos : 1941-1960 | Parámetros climáticos promedio de Cristo Redentor - Normales : 1941-1960 - Extremos : 1941-1960 | Parámetros climáticos promedio de Cristo Redentor - Normales : 1941-1960 - Extremos : 1941-1960 | Parámetros climáticos promedio de Cristo Redentor - Normales : 1941-1960 - Extremos : 1941-1960 | Parámetros climáticos promedio de Cristo Redentor - Normales : 1941-1960 - Extremos : 1941-1960 | Parámetros climáticos promedio de Cristo Redentor - Normales : 1941-1960 - Extremos : 1941-1960 | Parámetros climáticos promedio de Cristo Redentor - Normales : 1941-1960 - Extremos : 1941-1960 | Parámetros climáticos promedio de Cristo Redentor - Normales : 1941-1960 - Extremos : 1941-1960 | Parámetros climáticos promedio de Cristo Redentor - Normales : 1941-1960 - Extremos : 1941-1960 | Parámetros climáticos promedio de Cristo Redentor - Normales : 1941-1960 - Extremos : 1941-1960 |
| Mes                                                                                                  | Ene.                                                                                            | Feb.                                                                                            | Mar.                                                                                            | Abr.                                                                                            | May.                                                                                            | Jun.                                                                                            | Jul.                                                                                            | Ago.                                                                                            | Sep.                                                                                            | Oct.                                                                                            | Nov.                                                                                            | Dic.                                                                                            | Anual                                                                                           |
| --- | ----------------------------------------------------------------------------------------------- | ----------------------------------------------------------------------------------------------- | ----------------------------------------------------------------------------------------------- | ----------------------------------------------------------------------------------------------- | ----------------------------------------------------------------------------------------------- | ----------------------------------------------------------------------------------------------- | ----------------------------------------------------------------------------------------------- | ----------------------------------------------------------------------------------------------- | ----------------------------------------------------------------------------------------------- | ----------------------------------------------------------------------------------------------- | ----------------------------------------------------------------------------------------------- | ----------------------------------------------------------------------------------------------- | ----------------------------------------------------------------------------------------------- |
| Temp. máx. abs. (°C)                                                                                 | 20.0                                                                                            | 17.5                                                                                            | 14.9                                                                                            | 13.8                                                                                            | 10.9                                                                                            | 8.6                                                                                             | 6.8                                                                                             | 9.5                                                                                             | 10.0                                                                                            | 10.5                                                                                            | 13.1                                                                                            | 15.3                                                                                            | 20.0                                                                                            |
| Temp. máx. media (°C)                                                                                | 10.0                                                                                            | 9.8                                                                                             | 7.2                                                                                             | 3.4                                                                                             | -0.5                                                                                            | -3.1                                                                                            | -3.5                                                                                            | -2.9                                                                                            | -1.0                                                                                            | 0.7                                                                                             | 4.5                                                                                             | 8.3                                                                                             | 2.7                                                                                             |
| Temp. media (°C)                                                                                     | 4.0                                                                                             | 3.7                                                                                             | 1.8                                                                                             | -0.6                                                                                            | -3.9                                                                                            | -6.4                                                                                            | -7.1                                                                                            | -6.7                                                                                            | -5.0                                                                                            | -3.3                                                                                            | -0.4                                                                                            | 2.8                                                                                             | -1.8                                                                                            |
| Temp. mín. media (°C)                                                                                | -0.3                                                                                            | -0.5                                                                                            | -2.1                                                                                            | -4.1                                                                                            | -7.0                                                                                            | -9.8                                                                                            | -11.0                                                                                           | -10.4                                                                                           | -8.9                                                                                            | -6.9                                                                                            | -3.9                                                                                            | -1.9                                                                                            | -5.5                                                                                            |
| Temp. mín. abs. (°C)                                                                                 | -8.0                                                                                            | -10.1                                                                                           | -15.5                                                                                           | -14.1                                                                                           | -19.0                                                                                           | -21.3                                                                                           | -27.8                                                                                           | -22.3                                                                                           | -21.0                                                                                           | -18.0                                                                                           | -15.2                                                                                           | -12.7                                                                                           | -27.8                                                                                           |
| Fuente: *SMN: Estación Meteorológica de Cristo Redentor - Datos Período 1941-1960 promedio 1941-1960 |                                                                                                 |                                                                                                 |                                                                                                 |                                                                                                 |                                                                                                 |                                                                                                 |                                                                                                 |                                                                                                 |                                                                                                 |                                                                                                 |                                                                                                 |                                                                                                 |                                                                                                 |